# Escócia escandinava
Escócia escandinava refere-se ao período compreendido entre os séculos VIII a XV durante os quais viquingues e colonos nórdicos e seus descendentes colonizaram partes do que é agora é a moderna Escócia. A influência viquingue na área teve início no final do século VIII e hostilidades entre os escandinavos Condes das Órcades e a emergente talassocracia do Reino das Ilhas, os governantes da Irlanda, Dalriada e Alba, e a intervenção da coroa da Noruega foram temas recorrentes.
Os territórios escandinavos incluíam os das ilhas norte de Órcades e Xetlândia, Hébridas, as ilhas do Firth of Clyde, a Ilha de Man e territórios continentais associados incluindo Caithness e Sutherland. Os registros históricos são poucos e os anais irlandeses e as sagas nórdicas posteriores, das quais a Saga das Órcades é a principal fonte de informação, são, por vezes contraditórias, embora a arqueologia moderna está começando a fornecer um quadro mais amplo de vida durante este período.

Possessões nórdicas na Escócia no século XI

Existem várias teorias concorrentes que têm abordado o processo de colonização precoce, embora seja claro que as ilhas do norte foram as primeiras a serem conquistadas pelos viquingues e as últimas a serem abandonadas pela coroa norueguesa. O governo de Thorfinn Sigurdsson no século XI incluiu a expansão no norte da Escócia e este pode ter sido o auge da influência escandinava. A obliteração de nomes pré-nórdicos nas Hébridas e sua substituição com os nórdicos era quase total, embora o surgimento de alianças com os falantes nativos gaélicos produziu uma poderosa cultura nórdica-gaélica que teve grande influência em Argyll, Galloway e além.
A influência escocesa aumentou a partir do século XIII em diante. Em 1231 uma linha ininterrupta de condes nórdicos de Órcades terminou e o título era doravante realizado pelos nobres escoceses. Uma expedição malfadada por Haakon Haakonarson mais tarde naquele século levou ao abandono das ilhas do oeste para a coroa da Escócia e em meados da metade do século XV Órcades e Xetlândia também foram transferidos para o governo escocês. A visão negativa das atividades viquingue no imaginário popular, não obstante, a expansão nórdica pode ter sido um fator para o surgimento do reino gaélico de Alba, o precursor da Escócia moderna, e os feitos comerciais, políticos, culturais e religiosos do períodos posteriores do governo nórdico foram significativos.